# Hilbert
|  | Aquest article tracta sobre la ciutat estatunidenca. Vegeu-ne altres significats a «Hilbert (desambiguació)». |

Hilbert és una població dels Estats Units a l'estat de Wisconsin. Segons el cens del 2000 tenia 1.089 habitants.

## Demografia
Segons el cens del 2000, Hilbert tenia 1.089 habitants, 430 habitatges, i 288 famílies. La densitat de població era de 378,8 habitants/km².
Dels 430 habitatges en un 33,3% hi vivien nens de menys de 18 anys, en un 54,4% hi vivien parelles casades, en un 6,5% dones solteres, i en un 33% no eren unitats familiars. En el 28,8% dels habitatges hi vivien persones soles el 14,7% de les quals corresponia a persones de 65 anys o més que vivien soles. El nombre mitjà de persones vivint en cada habitatge era de 2,53 i el nombre mitjà de persones que vivien en cada família era de 3,14.
Per edats la població es repartia de la següent manera: un 27,2% tenia menys de 18 anys, un 8,8% entre 18 i 24, un 27,9% entre 25 i 44, un 22,8% de 45 a 60 i un 13,3% 65 anys o més.
L'edat mediana era de 36 anys. Per cada 100 dones de 18 o més anys hi havia 94,8 homes.
La renda mediana per habitatge era de 42.938 $ i la renda mediana per família de 51.591 $. Els homes tenien una renda mediana de 35.357 $ mentre que les dones 22.826 $. La renda per capita de la població era de 18.872 $. Aproximadament l'1% de les famílies i el 3,7% de la població estaven per davall del llindar de pobresa.

## Poblacions més properes
El següent diagrama mostra les poblacions més properes.